# 966
Cette page concerne l'année 966  du calendrier julien.
L'année 966 est une année commune qui commence un lundi.

## Événements

### Proche-Orient
- Février : Kâfûr se proclame publiquement gouverneur d’Égypte (fin en 968)[1].
- 23 juin : échange de prisonniers sur les bords de l’Euphrate entre les Byzantins et les Hamdanides[2].
- Automne : expédition de Nicéphore Phocas en Haute Mésopotamie. Il atteint Dara, Nisibe, Mabboug[2] (7 octobre[3]), où on lui livre la sainte tuile[4] puis rentre par Antioche qui lui résiste, en décembre[5].

### Europe
- 14 avril : conversion du prince Mieszko Ier de Pologne et de son peuple au christianisme. Le chroniqueur Thietmar de Mersebourg (957-1018) attribue le baptême au refus de la princesse Dubravka (sœur du duc de Bohême Boleslav Ier) de vivre en concubinage avec Mieszko Ier après leur mariage en 965. Mieszko prend ainsi le titre de roi de Pologne[6].
- 15 mai : des préliminaires de paix sont conclus à Jeufosse, dans le Vexin français (ou 965[7]), entre les Normands et l'évêque de Chartres[8]. Richard de Normandie doit acheter le départ des Danois qui vont piller les côtes d'Espagne, leur fournissant des vivres, des vaisseaux et des pilotes du Cotentin[9] ; certains d'entre eux acceptent de se convertir et restent en Normandie[8].
- Juin : les Vikings se présentent à l’embouchure du Tage avec 28 navires. Ils subissent une défaite plus au sud, dans le port de Silves, par la flotte de l'émirat de Cordoue, et disparaissent définitivement de la péninsule ibérique après l'été 972. Selon l'historien marocain Ibn Idhari, le calife aurait par la suite donné des ordres pour construire des navires de surveillance à l’image des navires vikings[10],[11].
- 19 juin : réforme de l’abbaye Saint-Aubin d'Angers ; le comte Geoffroy Grisegonelle chasse les chanoines pour installer une communauté de bénédictins[12].
- Fin-juin - début juillet : l'assemblée de Gisors réunit le roi de Francie occidentale, le duc des Francs Hugues Capet, le duc de Normandie, le comte de Blois, Josselin abbé de Saint-Denis, et de nombreux grands et évêques de Francie et de Normandie. La paix est ratifiée par le roi Lothaire[9], qui reconnaît l'autorité de Richard Ier sur la Normandie, dans la vassalité de Hugues Capet. Évreux est rendue aux Normands par Thibaud[8].
- 15 août : Otton Ier rassemble à Worms des troupes pour une troisième expédition en Italie[13].
- Septembre : Otton Ier est en Italie[14].
- 14 novembre : le pape Jean XIII, déposé en décembre 965, rentre à Rome où il est restauré[15]. Otton Ier entre à Rome en décembre et châtie les responsables de la rébellion contre le pape[14].
- Décembre : début du règne de Ramire III, roi de León[16], âgé de cinq ans, sous la régence de sa tante Elvira Ramirez (fin en 984) ; les seigneurs du royaume se conduisent de façon de plus en plus indépendante[17].

- Le voyageur juif d’Espagne Ibrahim ibn Ya'qub visite la Pologne[6].